# 倉根一郎
倉根一郎（くらね いちろう、Ichiro KURANE、1953年〈昭和28年〉1月10日 - ）は、日本の医師、ウイルス学者。厚生労働省 国立感染症研究所 名誉所員。学位は医学博士（東北大学・1992年）。公益財団法人 野口英世記念会 理事長。専門は新興感染症、再興感染症（デング熱、ジカ熱等）など。
国立感染症研究所 所長や、日本ワクチン学会 理事長、日本ウイルス学会 理事長などを歴任した。

## 略歴
- 1978年 - 東北大学医学部 卒業、東北大学医学部付属脳疾患研究施設脳神経内科 研修医
- 1980年 - 東北大学歯学部口腔微生物学講座 医員
- 1983年 - マサチューセッツ大学医学部内科感染症免疫学部門 講師
- 1985年 - マサチューセッツ大学医学部内科感染症免疫学部門 助教授
- 1990年 - マサチューセッツ大学医学部内科感染症免疫学部門 准教授
- 1992年 - 東北大学より医学博士の学位を取得
- 1995年 - 近畿大学医学部 細菌学講座（現 近畿大学医学部 微生物学講座）教授[2]
- 1998年 - 国立感染症研究所 ウイルス第一部 部長
- 2010年 - 国立感染症研究所 副所長
- 2015年 - 国立感染症研究所 所長
- 2018年 - 現在、国立感染症研究所 名誉所員[3]
- 2021年 - 現在、公益財団法人 野口英世記念会 理事長[4]、野口英世記念館[5] 理事長
- 2022年 - 現在、内閣府所管 日本医療研究開発機構 新興・再興感染症研究基盤創生事業（多分野融合研究領域）令和4年度 課題評価委員[6]
- 2023年 - 春の叙勲にて瑞宝重光章を受章[7][8]。

- 厚生労働省 厚生科学審議会感染症部会[9]、環境省中央環境審議会 地球環境部会気候変動影響評価等小委員会 専門委員等も務めた[10]。